# Phalera lydenburgi
Phalera lydenburgi är en fjärilsart som beskrevs av William Lucas Distant 1899. Phalera lydenburgi ingår i släktet Phalera och familjen tandspinnare. Inga underarter finns listade i Catalogue of Life.